# Walter Norris Congreve

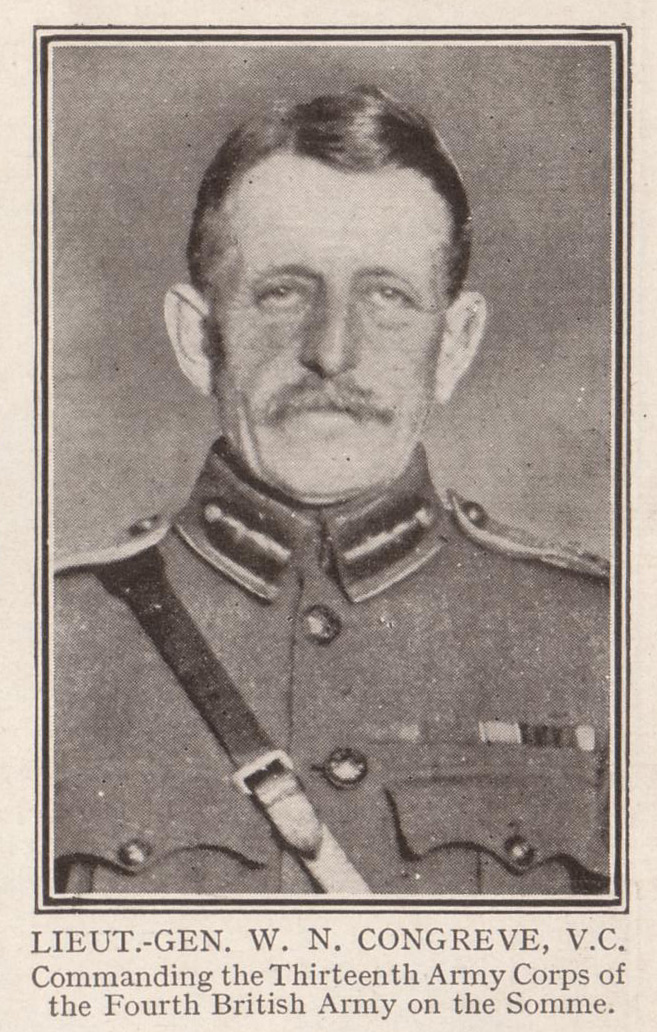
Walter Norris Congreve

Sir Walter Norris Congreve VC KCB MVO DSO DL (* 20. November 1862 in Chatham, Kent; † 28. Februar 1927 auf Malta) war ein britischer Offizier, zuletzt General, und Gouverneur von Malta.

## Leben
Congreve erhielt seine Ausbildung an der Harrow School und schrieb sich 1881 am Pembroke College in Oxford ein. Letzteres verließ er jedoch schon nach kurzer Zeit ohne Abschluss. Bereits 1880 hatte er einen Dienstposten als Second Lieutenant der 2nd Staffordshire Militia erhalten. Er war zum Lieutenant des 3. Bataillons der North Staffordshire Militia aufgestiegen, als er sich 1884 entschloss eine Karriere in der regulären British Army anzustreben, aus dem Miliz-Dienst ausschied und eine Kadettenausbildung am Royal Military College, Sandhurst, begann, wo er Zimmerkamerad Douglas Haigs war. 1885 trat er als Lieutenant in die Rifle Brigade ein und diente bis 1889 mit dieser in Britisch-Indien. Er wurde 1893 zum Captain befördert und 1898 Distriktinspekteur für Schießübungen in Aldershot.
Im Alter von 37 Jahren, während er als Captain der Rifle Brigade im Zweiten Burenkrieg diente, wurde ihm das Victoria-Kreuz verliehen. Am 15. Dezember 1899 versuchte Congreve zusammen mit einigen anderen Soldaten während der Schlacht von Colenso, die Kanonen der 14. und 66. Batterie der Royal Field Artillery zu retten. Die Besatzungen der Geschütze waren entweder tot oder verwundet oder von ihren Kanonen vertrieben worden. Einige Soldaten und Pferde hatten Zuflucht in einer Schlucht ca. 500 Meter hinter den Kanonen gefunden. Der Zwischenraum zwischen ihnen und den Kanonen wurde mit Geschütz- und Gewehrfeuer belegt. Congreve konnte zusammen mit zwei anderen Offizieren, Lieutenant Frederick Hugh Sherston Roberts und Harry Norton Schofield sowie Corporal Edward George Nurse zwei der Geschütze bergen. Alle vier Soldaten wurden für diese Einzeltat am 2. Februar 1900 mit dem Victoria-Kreuz ausgezeichnet. Roberts fiel bei dieser Aktion. Er war der Sohn von Frederick Roberts, 1. Earl Roberts, des Oberkommandierenden der britischen Truppen in Südafrika. Als Congreve Roberts fallen sah, barg er, obwohl inzwischen selbst verwundet, zusammen mit Major William Babtie den verwundeten Offizier. Babtie wurde ebenfalls mit dem Victoria-Kreuz ausgezeichnet. Congreves Victoria-Kreuz ist im Royal Green Jackets Museum in Winchester ausgestellt.
1900 wurde er zum Generalstab versetzt und bis 1908 zum Colonel befördert. 1909 wurde er Kommandant der School of Musketry in Hythe.
Zu Beginn des Ersten Weltkrieges wurde Congreve im temporären Rang eines Brigadier-General zum Kommandeur der 18. Infanteriebrigade der 6. Infanteriedivision ernannt. Seine Truppen waren 1914 am sogenannten Weihnachtsfrieden beteiligt. Im Februar 1915 zum Major-General befördert, wurde Congreve im Mai 1915 Kommandeur der 6. Division und erhielt im November den Befehl über das XIII. Korps. Dieses führte er unter anderem in der Schlacht an der Somme 1916 und bei Arras 1917. Congreve wurde während des Krieges abermals verwundet und verlor seine linke Hand. Am 1. Januar 1917 wurde er als Knight Commander des Order of the Bath geadelt. Zu Jahresbeginn 1918 wurde er zum Lieutenant-General befördert und übernahm das VII. Korps der 5. Armee, das schwer unter der deutschen Frühjahrsoffensive 1918 zu leiden hatte. Im April 1918 übernahm er kurzzeitig das X. Korps. Das Kriegsende erlebte er im Mutterland, nachdem Haig ihn nach Hause geschickt und auf Halbsold gesetzt hatte.
Im August 1919 wurde er nach Palästina geschickt, um die britischen Truppen in Haifa zu befehligen. Im Oktober 1919 wurde er Befehlshaber aller britischen Truppen in Palästina und in Ägypten. Nach seiner Rückkehr wurde er am 25. November 1922 zum General befördert und erhielt 1923 den Befehl über das Southern Command. Im März 1924 wurde er zum Aide-de-camp von König Georg V. ernannt.

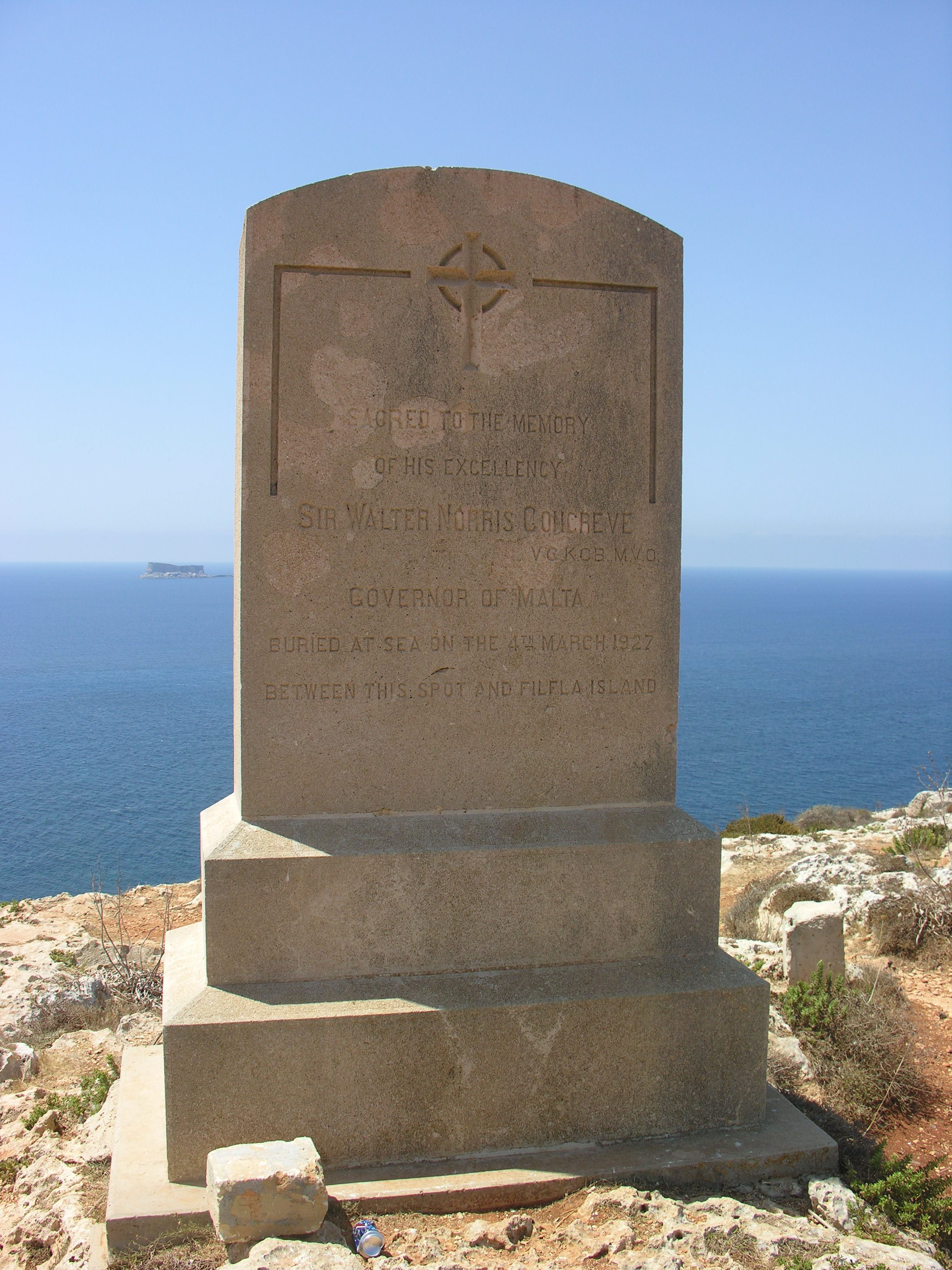
Gedenkstein für Walter Norris Congreve auf Malta

Von 1924 bis 1927 war Congreve Gouverneur von Malta, wo er auch starb. Seinem Wunsch entsprechend wurde er auf See im Kanal zwischen den Inseln Malta und Filfla bestattet; dieser wird seitdem auch Congreve Channel genannt. Zwischen dem Hamrija Tower und den prähistorischen Tempeln von Mnajdra befindet sich ein Gedenkstein.

## Sonstiges
Congreve hatte zeitweise auch das Amt eines Deputy Lieutenant von Staffordshire inne.
Walter Norris Congreve ist der Vater von Major William (Billy) La Touche Congreve, VC. Sie sind eines von lediglich drei Vater-Sohn-Paaren, die mit dem Victoria-Kreuz ausgezeichnet wurden. (Frederick Roberts und sein Vater sind eines der beiden anderen Paare).